# Henry Pettitt
Henry Alfred Pettitt (* 1848; † 24. Dezember 1893 in London) war ein britischer Schauspieler und Schriftsteller.
Pettitt wurde als Verfasser vieler erfolgreicher Burlesken bekannte, die er u. a. in Zusammenarbeit mit Augustus Harris und George Sims verfasste. Viele seiner Stücke wurden von Meyer Lutz vertont.
Mit rund 45 Jahren starb Henry Pettitt am 24. Dezember 1893 in London. Er fand auf dem Brompton Cemetery (Royal Borough of Kensington and Chelsea) seine letzte Ruhestätte.

## Werke (Auswahl)
- Blue-eyed-Susan. (zusammen mit George Sims).
- British born. (zusammen mit Paul Merritt).
- Burmah. (zusammen mit Augustus Harris).
- Faust up to data. (zusammen mit George Sims).
- In the ranks. (zusammen mit George Sims).
- Neck or nothing. (zusammen mit George Conquest).